# Conrad Johann Matthiessen
Conrad Johann Matthiessen (* 25. Juli 1751 in Hamburg; † 23. Januar 1822 in Paris) war ein Kaufmann und Bankier.

## Biographie

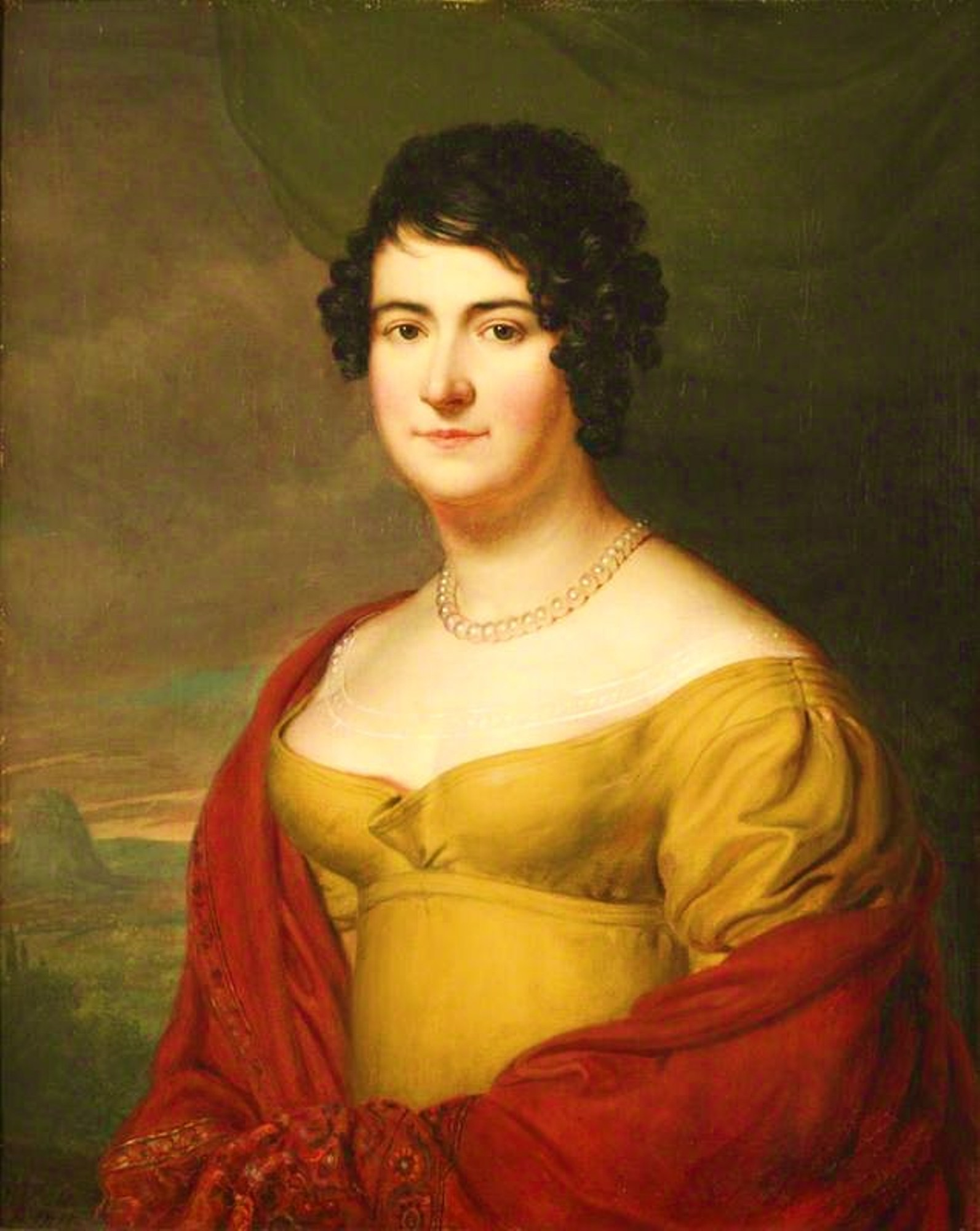
François Gérard, Henriette Rose Peronne de Sercey, Ehefrau von Conrad Johann Matthiessen, Sizergh Castle

Sein Vater war der wohlhabende Kaufmann Hieronymus Matthiessen, seine Mutter Susanne Texier, eine Hugenottin, Schwester von Peter Texier.
Conrad Johann Matthiessen war Teilhaber des Hamburger Kaufmannshaus Matthiesen & Sillem. Um 1787 überließ er wegen seiner vielen Reisen die Geschäftsleitung Hieronymus Sillem.
Er gehörte zum Freundeskreis von Georg Heinrich Sieveking und Caspar Voght (darunter Elise Reimarus, Magdalena Pauli und Elisa von der Recke). Er war Mitglied der 1784 von Friedrich Gottlieb Klopstock gegründeten Montagsgesellschaft.
1793 erwarb er zusammen mit Sieveking und Piter Poel einen Landsitz in Neumühlen bei Altona, dessen Gelände heute als Donners Park bekannt ist.
1796 heiratete er die Nichte von Henriette de Sercey (der aus Frankreich emigrierten Comtesse de Genlis), von der er jedoch 1801 wieder geschieden wurde. Aus dieser Verbindung wurde ein Mädchen geboren: Émilie Conradine Matthiessen, geboren am 28. Juni 1801 in Hamburg, verheiratet mit Charles Strickland Standish (1790–1863), Lord of the Manor of Standish, am 18. Januar 1822 in Carlepont. Sie starb am 24. Juni 1831 in Paris.
Im gleichen Jahr überließ er den Landsitz seinen Freunden und erwarb einen Besitz im seinerzeit noch vor Hamburg gelegenen Niendorf.
Er begeisterte sich für die Ziele der Französischen Revolution und nahm im Juli 1790 am Revolutionsfest in Sievekings Garten teil. Im Winter 1790/91 weilte er in Paris, war dort Mitglied im Club 87 und unterhielt Beziehungen zu La Rochefoucauld.
Sein Schwager war Johan Cesar Godeffroy (1742–1818).

## Belege
1. ↑  Friedrich Gottlieb Klopstock, Werke und Briefe, S. 825

| Personendaten    | Personendaten                  |
| ---------------- | ------------------------------ |
| NAME             | Matthiessen, Conrad Johann     |
| KURZBESCHREIBUNG | deutscher Kaufmann und Bankier |
| GEBURTSDATUM     | 25. Juli 1751                  |
| GEBURTSORT       | Hamburg                        |
| STERBEDATUM      | 23. Januar 1822                |
| STERBEORT        | Paris                          |